# Wesley Simina
Wesley W. Simina (10 settembre 1961) è un politico micronesiano, presidente degli Stati Federati di Micronesia dal 2023.

## Biografia

### Educazione
Frequentò la Chuuk High School e iniziò gli studi universitari alla Jackson State University, per poi proseguirli alla United States International University di San Diego, dove conseguì un Bachelor of Arts nel 1982.
In seguito tornò nello stato di Chuuk e per quattro anni lavorò come stagista al Chuuk Public Defender's Office e come istruttore part-time al College of Micronesia.
Nel 1986 si iscrisse alla William S. Richardson School of Law dell'Università delle Hawaii, dove ottenne il titolo di Juris Doctor nel 1988.

### Carriera
Dal 1988 al 1991 lavorò come Procuratore Dirigente al Public Defender's Office per gli stati di Kosrae e Chuuk.
Nel 1991 divenne Consigliere Legislativo dello Stato di Chuuk e dal 1993 al 1997 fu Procuratore Generale nel suo Governo. Per i successivi sette anni fu consulente legale per società private e pubbliche.
Nel 2001 venne eletto rappresentante dello Stato di Chuuk alla terza Convenzione Costituzionale degli Stati Federati di Micronesia.

### Attività politica

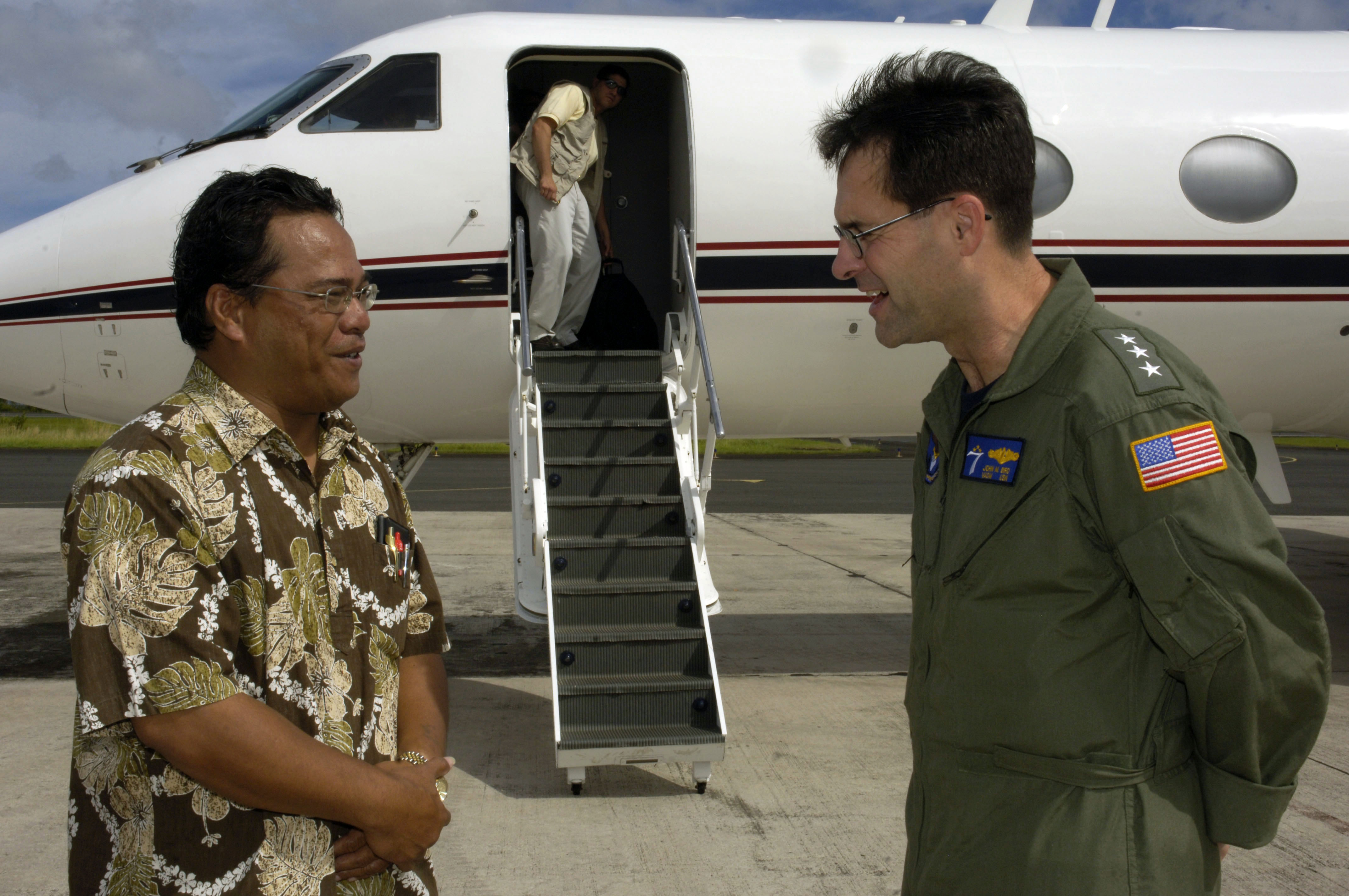
Il governatore Simina con il vice ammiraglio John Bird nel 2008

Nel 2005 venne eletto governatore dello Stato di Chuuk per quattro anni. Nel 2009 venne rieletto alla carica, ma il secondo mandato durò la metà del previsto, in quanto si candidò nel 2011 per diventare rappresentante quadriennale di Chuuk al Corpo Nazionale Legislativo.
A luglio entrò nel 17⁰ Congresso degli Stati Federati, in veste di membro del Comitato Permanente del Congresso per l'Istruzione e delle Commissioni sugli Affari Esteri, i Trasporti e le Comunicazioni.
Nel 2013, alla formazione del 18⁰ Congresso, venne eletto presidente del Comitato Permanente sulle Operazioni Giudiziarie e Governative.

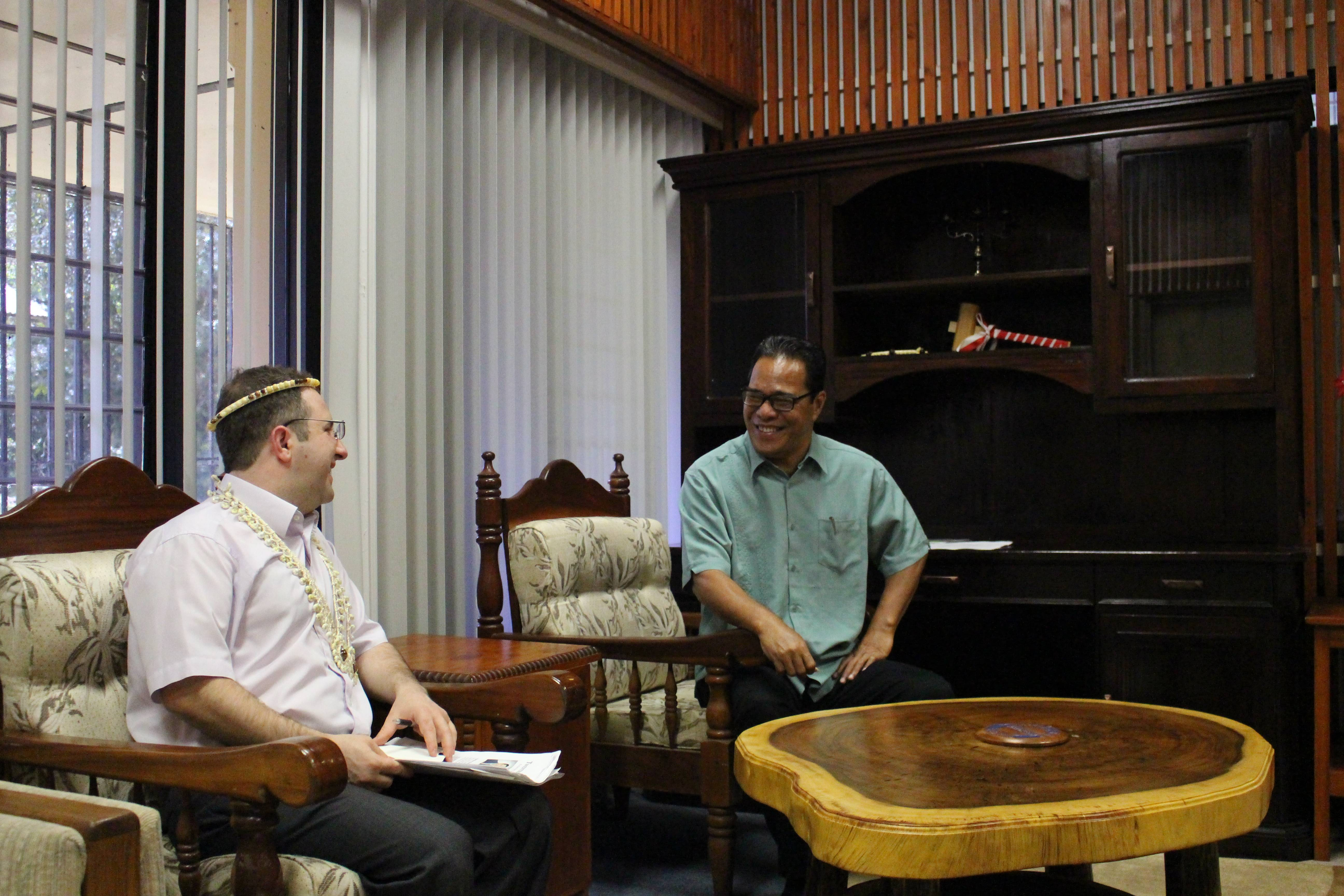
L'ambasciatore kosovaro Malazogu con Wesley Simina nel 2017

Nel 2015 fu eletto presidente del 19⁰ Congresso.

#### Presidente degli Stati Federati di Micronesia
L'11 maggio 2023 ha prestato giuramento come presidente degli Stati Federati di Micronesia, carica conferitagli dal 23⁰ Congresso.

## Vita privata
Ha una moglie di nome Ancelly con cui ha otto figli.